# Danube (essai)
Pour les articles homonymes, voir Danube (homonymie).
Danube (Danubio) est un essai de l'écrivain italien Claudio Magris, publié en 1986.
En suivant le cours du Danube depuis sa source disputée au cœur de la Forêt-Noire jusqu'à son delta à la rencontre de la mer Noire, Magris mêle récit de son propre voyage (de part et d'autre du rideau de fer), réflexions sur l'identité des régions traversées et de leurs peuples, sur la Mitteleuropa, anecdotes historiques, et innombrables références culturelles et particulièrement littéraires, de Goethe à Cioran en passant par Kafka, Joseph Roth, Lukács, Canetti, Mircea Eliade...

## Prix et récompenses
- Prix Bagutta en 1987
- Prix du Meilleur Livre étranger (essais) en 1990

## Éditions
- Danubio, Milan, Garzanti, 1986
- Danube, traduit de l'italien par Jean et Marie-Noëlle Pastureau, Paris, Gallimard, coll. « L'Arpenteur », 1988
  - Rééd. coll. « Folio », 1990

## Inspiration
La structure de Danube a inspiré Alexandre Lacroix pour son roman Voyage au centre de Paris (2013).